# Jungle Sound: The Bassline Strikes Back!
Jungle Sound: The Bassline Strikes Back! – kompilacja brytyjskich producentów muzycznych Adama F i DJ–a Fresha. Została wydana 8 października 2004 przez wytwórnię Breakbeat Kaos. Prócz utworów autorstwa Fresha i Adama F na płycie znalazły się również nagrania m.in. Pendulum, Future Prophecies, Dillinja i TKO. W 2006 r. Breakbeat Kaos wydała drugą kompilację z serii, Jungle Sound: Gold autorstwa Pendulum.

## Lista utworów
Disc 1
| Nr  | Tytuł utworu                                                       | Wykonawca         | Długość |
| --- | ------------------------------------------------------------------ | ----------------- | ------- |
| 1.  | „Circle VIP 2000”                                                  | Adam F & TKO      | 4:36    |
| 2.  | „Living Daylights”                                                 | Fresh             | 5:47    |
| 3.  | „Kingston Vampires”                                                | Fresh & Pendulum  | 5:29    |
| 4.  | „Dreadlock”                                                        | Future Prophecies | 6:56    |
| 5.  | „You Can't Touch”                                                  | Dillinja          | 5:30    |
| 6.  | „When The Sun Goes Down” (gościnnie Adam F) (Origin Unknown Remix) | Fresh             | 6:09    |
| 7.  | „Therapy”                                                          | Adam F & TKO      | 6:39    |
| 8.  | „Hear My Voice”                                                    | Fresh             | 5:38    |
| 9.  | „Masochist”                                                        | Pendulum          | 4:56    |
| 10. | „T-10” (VIP mix) (gościnnie DJ Craze)                              | Distorted Minds   | 4:59    |
|     |                                                                    |                   | 56:39   |

Disc 2
| Nr  | Tytuł utworu                                                       | Wykonawca         | Długość |
| --- | ------------------------------------------------------------------ | ----------------- | ------- |
| 1.  | „Intro”                                                            | Pendulum          | 0:25    |
| 2.  | „Masochist”                                                        | Pendulum          | 2:27    |
| 3.  | „Dreadlock”                                                        | Future Prophecies | 2:12    |
| 4.  | „The Shakedown”                                                    | Baron             | 3:01    |
| 5.  | „You Can't Touch”                                                  | Dillinja          | 1:56    |
| 6.  | „T-10” (VIP mix) (gościnnie DJ Craze)                              | Distorted Minds   | 3:29    |
| 7.  | „Another Planet”                                                   | Voyager           | 4:27    |
| 8.  | „Living Daylights”                                                 | Fresh             | 4:47    |
| 9.  | „When The Sun Goes Down” (gościnnie Adam F) (Origin Unknown Remix) | Fresh             | 4:02    |
| 10. | „Original Jungle Sound” (Switch mix)                               | Adam F            | 3:50    |
| 11. | „Therapy”                                                          | Adam F & TKO      | 5:48    |
| 12. | „Circle VIP 2000”                                                  | Adam F & TKO      | 3:14    |
| 13. | „Hear My Voice”                                                    | Fresh             | 3:46    |
| 14. | „Labyrinth”                                                        | Vandalz           | 1:43    |
| 15. | „Submarines” (Pendulum Remix)                                      | Fresh             | 2:31    |
| 16. | „Kingston Vampires”                                                | Fresh & Pendulum  | 3:35    |
| 17. | „Foreigner”                                                        | Fresh             | 4:13    |
| 18. | „Another Planet”                                                   | Pendulum          | 5:44    |
|     |                                                                    |                   | 1:01:10 |